# Eugenio Scarpellini
Eugenio Scarpellini (* 8. Januar 1954 in Verdellino, Provinz Bergamo; † 15. Juli 2020 in El Alto, Bolivien) war ein italienischer Geistlicher und römisch-katholischer Bischof von El Alto (Bolivien).

## Leben
Eugenio Scarpellini empfing am 17. Juni 1978 die Priesterweihe für das Bistum Bergamo. Ab 1998 arbeitete er als Seelsorger und Missionar in Bolivien. Er war Nationaldirektor der päpstlichen Missionswerke in Bolivien und Organisator des fünften Interamerikanischen Missionskongresses.
Papst Benedikt XVI. ernannte ihn am 15. Juli 2010 zum Titularbischof von Bida und Weihbischof in El Alto. Der Bischof von El Alto, Jesús Juárez Párraga SDB, spendete ihm am 9. September desselben Jahres die Bischofsweihe; Mitkonsekratoren waren Francesco Beschi, Bischof von Bergamo, und Edmundo Luis Flavio Abastoflor Montero, Erzbischof von La Paz. Am 25. Juli 2013 ernannte ihn Papst Franziskus zum Bischof von El Alto. Die Amtseinführung folgte am 31. August 2013. Er war Generalsekretär der bolivianischen Bischofskonferenz von 2012 bis 2015.
Eugenio Scarpellini war ein wichtiger Vertreter in der bolivianischen Gesellschaft der zur Befriedung des Landes beitrug. Nach der Präsidentschaftswahl im Herbst 2019 und dem Rücktritt des Präsidenten Evo Morales hatte Scarpellini eine Vermittlerrolle inne. Nachrufe und Beileidsbekundungen folgten von der Übergangspräsidentin Jeanine Áñez, Ex-Präsident Morales, Senatspräsidentin Eva Copa wie auch des Vertreters der Vereinten Nationen in Bolivien, Jean Arnault. Scarpellini hatte zahlreiche Kontakte zu verschiedenen Hilfsorganisationen in Deutschland und pflegte diese Netzwerke mit Besuchen.
Eugenio Scarpellini starb am 15. Juli 2020 im Alter von 66 Jahren an den Folgen von COVID-19; auf den Tag genau zehn Jahre nach seiner Ernennung zum Bischof.